# 43. Międzynarodowy Festiwal Filmowy w Cannes
43. Międzynarodowy Festiwal Filmowy w Cannes odbył się w dniach 10–21 maja 1990 roku. Imprezę otworzył pokaz japońskiego filmu Sny w reżyserii Akiry Kurosawy. W konkursie głównym zaprezentowanych zostało 18 filmów pochodzących z 11 różnych krajów.
Jury pod przewodnictwem włoskiego reżysera Bernardo Bertolucciego przyznało nagrodę główną festiwalu, Złotą Palmę, amerykańskiemu filmowi Dzikość serca w reżyserii Davida Lyncha. Drugą nagrodę w konkursie głównym, Grand Prix, przyznano ex aequo burkińskiemu filmowi Prawo w reżyserii Idrissy Ouédraogo oraz japońskiemu filmowi Żądło śmierci w reżyserii Kōhei Oguriego.

## Członkowie jury

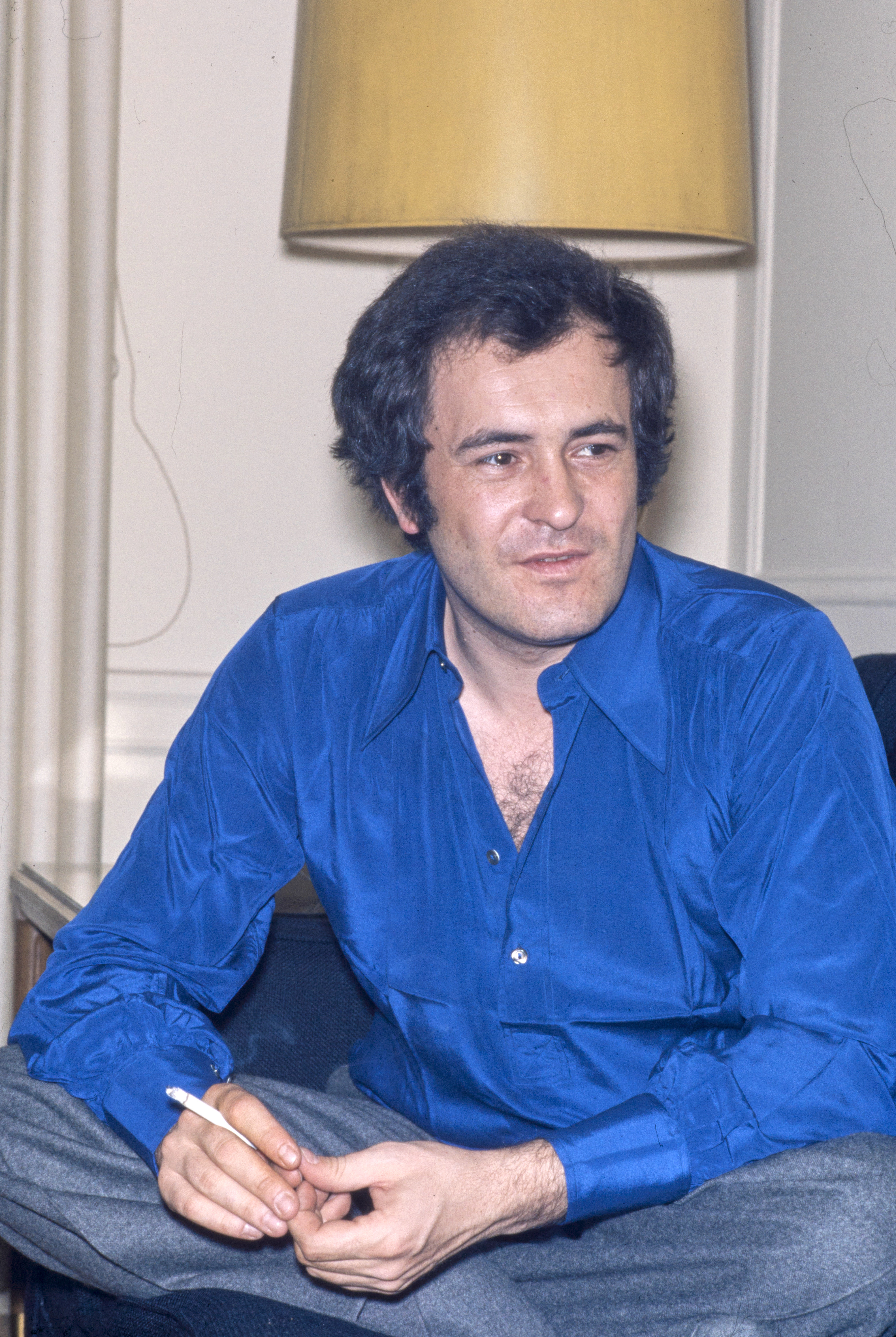
Przewodniczący jury konkursu głównego Bernardo Bertolucci.

### Konkurs główny
- Bernardo Bertolucci, włoski reżyser − przewodniczący jury[3]
- Fanny Ardant, francuska aktorka
- Bertrand Blier, francuski reżyser
- Aleksiej German, rosyjski reżyser
- Françoise Giroud, francuska scenarzystka
- Christopher Hampton, brytyjski scenarzysta
- Anjelica Huston, amerykańska aktorka
- Mira Nair, indyjska reżyserka
- Sven Nykvist, szwedzki operator filmowy
- Hayao Shibata, japoński producent filmowy

### Złota Kamera – debiuty reżyserskie
- Christine Boisson, francuska aktorka − przewodnicząca jury
- Richard Billeaud, francuski pracownik administracji
- Caroline Huppert, francuska reżyserka
- Bruno Jaeggi, szwajcarski krytyk filmowy
- Martine Jouando, francuska krytyczka filmowa
- Catherine Magnan, francuska miłośniczka filmu
- Vecdi Sayar, turecki krytyk filmowy
- Jan Svoboda, czeski krytyk filmowy

## Selekcja oficjalna

### Otwarcie i zamknięcie festiwalu
|             | Tytuł              | Reżyseria      | Kraj              |
| ----------- | ------------------ | -------------- | ----------------- |
| Otwierający | Sny                | Akira Kurosawa | Japonia           |
| Zamykający  | Pociecha od obcych | Paul Schrader  | Stany Zjednoczone |

### Konkurs główny
Następujące filmy zostały wyselekcjonowane do udziału w konkursie głównym o Złotą Palmę:
| Tytuł polski                 | Tytuł oryginalny         | Reżyseria           | Kraj produkcji    |
| ---------------------------- | ------------------------ | ------------------- | ----------------- |
| Uwięziona na pustyni         | La captive du désert     | Raymond Depardon    | Francja           |
| Przyjdź zobaczyć raj         | Come See the Paradise    | Alan Parker         | Stany Zjednoczone |
| Cyrano de Bergerac           | Cyrano de Bergerac       | Jean-Paul Rappeneau | Francja           |
| Daddy Nostalgie              | Daddy Nostalgie          | Bertrand Tavernier  | Francja           |
| Tajna placówka               | Hidden Agenda            | Ken Loach           | Wielka Brytania   |
| Ju Dou                       | 菊豆 Ju Dou              | Zhang Yimou         | Chiny             |
| Matka                        | Мать Mat                 | Gleb Panfiłow       | ZSRR              |
| Nowa fala                    | Nouvelle vague           | Jean-Luc Godard     | Francja           |
| Przesłuchanie                | Przesłuchanie            | Ryszard Bugajski    | Polska            |
| Królewska faworyta           | La putain du roi         | Axel Corti          | Francja           |
| Rodrigo D. - Bez przyszłości | Rodrigo D: No futuro     | Víctor Gaviria      | Kolumbia          |
| Żądło śmierci                | 死の棘 Shi no toge       | Kōhei Oguri         | Japonia           |
| Wszyscy mają się dobrze      | Stanno tutti bene        | Giuseppe Tornatore  | Włochy            |
| Taxi blues                   | Такси-блюз Taksi-bljuz   | Pawieł Łungin       | ZSRR              |
| Prawo                        | Tilaï                    | Idrissa Ouédraogo   | Burkina Faso      |
| Ucho                         | Ucho                     | Karel Kachyňa       | Czechosłowacja    |
| Biały myśliwy, czarne serce  | White Hunter Black Heart | Clint Eastwood      | Stany Zjednoczone |
| Dzikość serca                | Wild at Heart            | David Lynch         | Stany Zjednoczone |

### Pokazy pozakonkursowe
Następujące filmy zostały wyświetlone na festiwalu w ramach pokazów pozakonkursowych:
| Tytuł polski                    | Tytuł oryginalny              | Reżyseria                  | Kraj produkcji    |
| ------------------------------- | ----------------------------- | -------------------------- | ----------------- |
| Pociecha od obcych              | The Comfort of Strangers      | Paul Schrader              | Stany Zjednoczone |
| Beksa                           | Cry-Baby                      | John Waters                | Stany Zjednoczone |
| Korczak                         | Korczak                       | Andrzej Wajda              | Polska            |
| Mała syrenka                    | The Little Mermaid            | Ron Clements i John Musker | Stany Zjednoczone |
| Non albo czcza chwała rządzenia | Non, ou a Vã Glória de Mandar | Manoel de Oliveira         | Portugalia        |
| The Plot Against Harry          | The Plot Against Harry        | Michael Roemer             | Stany Zjednoczone |
| Słońce także nocą               | Il sole anche di notte        | Paolo i Vittorio Taviani   | Włochy            |
| Sztuczny raj                    | Umetni raj                    | Karpo Ačimović-Godina      | Jugosławia        |
| Głos księżyca                   | La voce della luna            | Federico Fellini           | Włochy            |
| Sny                             | 夢 Yume                       | Akira Kurosawa             | Japonia           |

### Sekcja „Un Certain Regard”
Następujące filmy zostały wyświetlone na festiwalu w ramach sekcji „Un Certain Regard”:
| Tytuł polski                                                    | Tytuł oryginalny | Reżyseria                          | Kraj produkcji    |
| --------------------------------------------------------------- | --- | ---------------------------------- | ----------------- |
| 1871                                                            | 1871 | Ken McMullen                       | Wielka Brytania   |
| Złoto Abrahama                                                  | Abrahams Gold | Jörg Graser                        | RFN               |
| The Best Hotel on Skid Row                                      | The Best Hotel on Skid Row | Christine Choy i Renee Tajima-Peña | Stany Zjednoczone |
| Le cantique des pierres                                         | Le cantique des pierres | Michel Khleifi                     | Palestyna         |
| Le casseur de pierres (film krótkometrażowy)                    | Le casseur de pierres | Mohamed Zran                       | Tunezja           |
| Czarna róża − znak smutku, czerwona róża − znak miłości         | Чёрная роза — эмблема печали, красная роза — эмблема любви Cziornaja roza − embliema pieczali, krasnaja roza − embliema ljubwi | Siergiej Sołowjow                  | ZSRR              |
| Wyznaczeni                                                      | המיועד Hameyu'ad | Daniel Wachsmann                   | Izrael            |
| Innisfree                                                       | Innisfree | José Luis Guerín                   | Hiszpania         |
| Pieśń wygnańców                                                 | 客途秋恨 Ke tu qiu hen | Ann Hui                            | Hongkong          |
| Długoletni przyjaciele                                          | Longtime Companion | Norman René                        | Stany Zjednoczone |
| Night Out                                                       | Night Out | Lawrence Johnston                  | Australia         |
| Ostatni prom                                                    | Ostatni prom | Waldemar Krzystek                  | Polska            |
| Pummarò                                                         | Pummarò | Michele Placido                    | Włochy            |
| Sakrament                                                       | Het sacrament | Hugo Claus                         | Belgia            |
| Sekretny skandal                                                | Scandalo segreto | Monica Vitti                       | Włochy            |
| The Space Between the Door and the Floor (film krótkometrażowy) | The Space Between the Door and the Floor                                                                                       | Pauline Chan                       | Australia         |
| Wrzawa                                                          | Tumultes | Bertrand Van Effenterre            | Francja           |
| Tournée                                                         | Turnè | Gabriele Salvatores                | Włochy            |
| Ciemne są noce nad Morzem Czarnym                               | В городе Сочи тёмные ночи W gorodie Soczi tiomnyje noczi                                                                       | Wasilij Piczuł                     | ZSRR              |
| Zamrzyj, umrzyj, zmartwychwstań!                                | Замри, умри, воскресни! Zamri, umri, woskriesni!                                                                               | Witalij Kaniewski                  | ZSRR              |

## Laureaci nagród

### Konkurs główny
Złota Palma

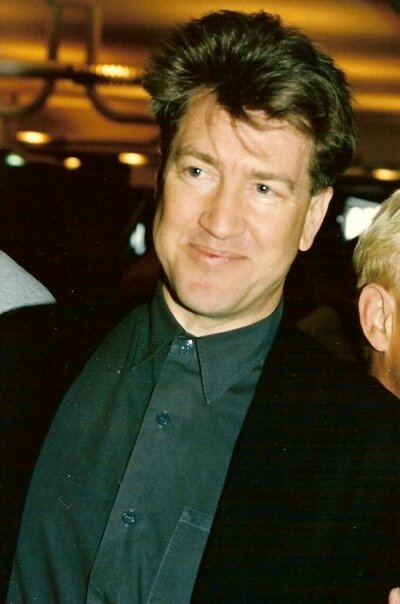
David Lynch, zdobywca Złotej Palmy.

- Dzikość serca, reż. David Lynch

Grand Prix
- Prawo, reż. Idrissa Ouédraogo
- Żądło śmierci, reż. Kōhei Oguri

Nagroda Jury
- Tajna placówka, reż. Ken Loach

Najlepsza reżyseria
- Pawieł Łungin − Taxi blues

Najlepsza aktorka
- Krystyna Janda − Przesłuchanie

Najlepszy aktor
- Gérard Depardieu − Cyrano de Bergerac

Nagroda za najlepszy wkład artystyczny
- Matka, reż. Gleb Panfiłow

### Konkurs filmów krótkometrażowych
Złota Palma dla najlepszego filmu krótkometrażowego
- The Lunch Date, reż. Adam Davidson

Nagroda Jury dla najlepszego filmu krótkometrażowego
- I nagroda:  De slaapkamer, reż. Maarten Koopman
- II nagroda:  Revestriction, reż. Barthélémy Bompard

### Wybrane pozostałe nagrody

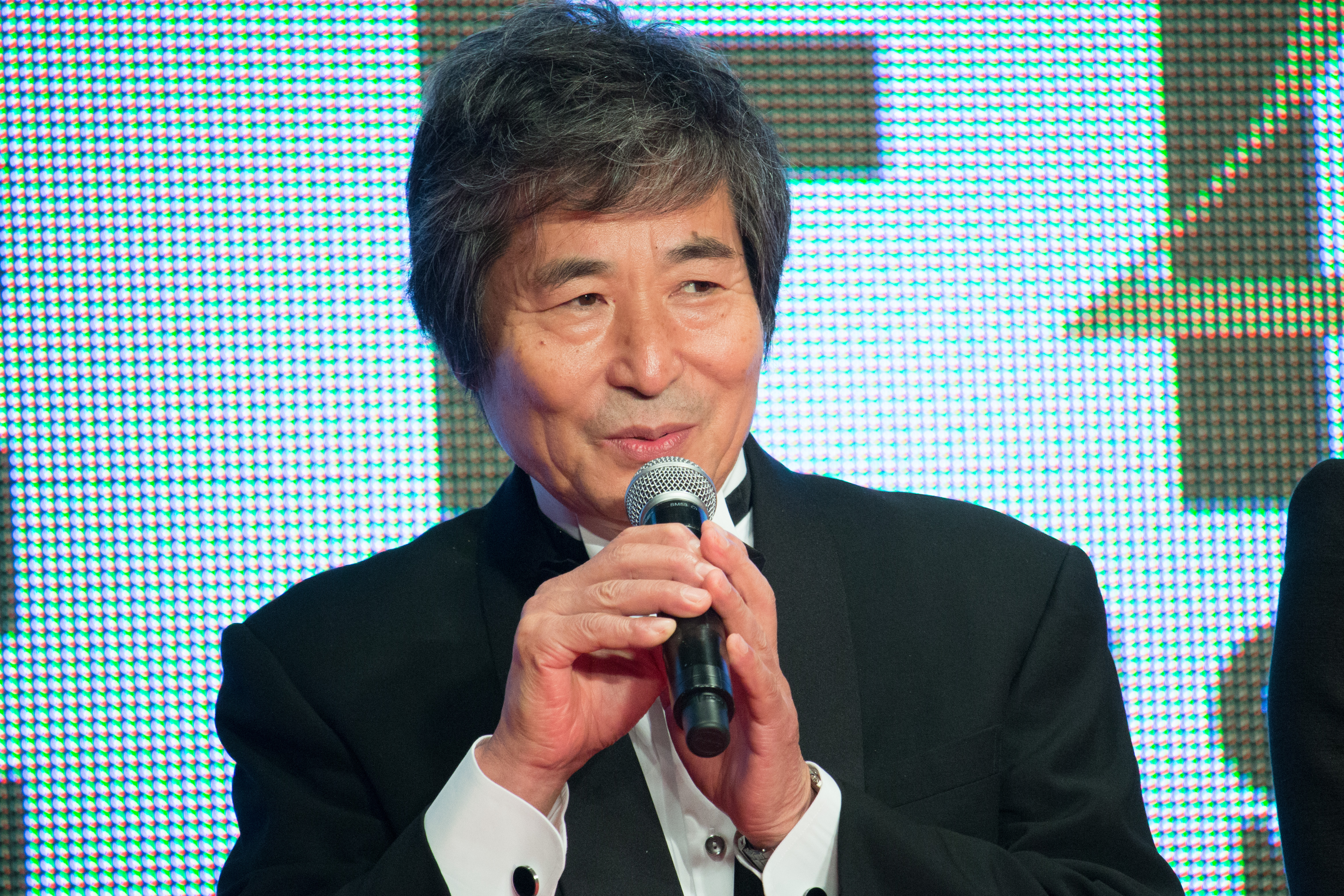
Kilkukrotnie nagrodzony Kōhei Oguri.

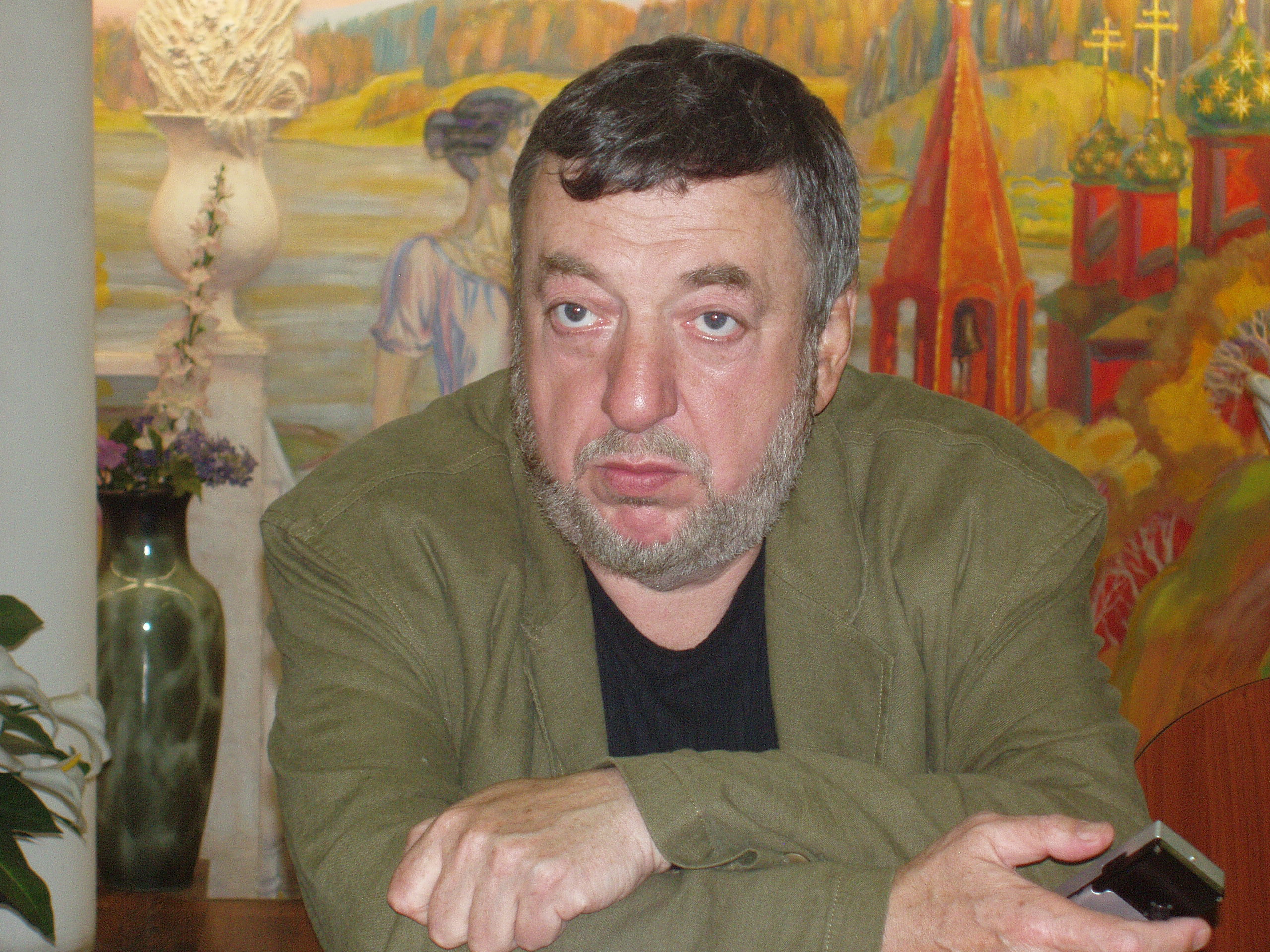
Nagrodzony reżyser Pawieł Łungin.

Złota Kamera za najlepszy debiut reżyserski
- Zamrzyj, umrzyj, zmartwychwstań!, reż. Witalij Kaniewski
  - Wyróżnienie:  Czas sług, reż. Irena Pavlásková /  Farendj, reż. Sabine Prenczina

Nagroda FIPRESCI
- Konkurs główny:  Żądło śmierci, reż. Kōhei Oguri
- Sekcja "Quinzaine des Réalisateurs":  Jezioro łabędzie - zona, reż. Jurij Illenko
  - Nagroda Specjalna:  Manoel de Oliveira

Nagroda Jury Ekumenicznego
- Wszyscy mają się dobrze, reż. Giuseppe Tornatore
  - Wyróżnienie specjalne:  Tajna placówka, reż. Ken Loach /  Taxi blues, reż. Pawieł Łungin

Wielka Nagroda Techniczna
- Pierre Lhomme za zdjęcia do filmu Cyrano de Bergerac

Nagroda Młodych
- Najlepszy film zagraniczny:  Jezioro łabędzie - zona, reż. Jurij Illenko
- Najlepszy film francuski:  Utracona wiosna, reż. Alain Mazars

Nagroda Publiczności
- Złoto Abrahama, reż. Jörg Graser